# Crystal Dynamics
Crystal Dynamics, Inc. es un desarrollador de videojuegos estadounidense con sede en San Mateo, California. El estudio es conocido por sus juegos de las series Tomb Raider, Legacy of Kain y Gex.
Madeline Canepa, Judy Lange y Dave Morse fundaron Crystal Dynamics como una escisión de The 3DO Company en julio de 1992. Inicialmente centrándose en la consola interactiva multijugador 3DO, el primer título del estudio, Crash 'N Burn (1993), fue el juego incluido en el sistema. En 1994, se convirtió en el primer desarrollador de PlayStation fuera de Japón y pronto comenzó a convertir sus títulos más antiguos para el sistema. El estudio también creó Gex (1995) y publicó Blood Omen: Legacy of Kain (1996), expandiendo luego ambos a franquicias. Al enfrentar dificultades financieras en 1996, los inversores de la empresa realizaron importantes despidos y la interrupción de su negocio de publicación de juegos. Como persistían los problemas fiscales, la editorial Eidos Interactive adquirió el estudio en noviembre de 1998.
En 2003, Eidos Interactive puso a Crystal Dynamics a cargo de la serie Tomb Raider y, en consecuencia, el estudio desarrolló una trilogía modernizada con Tomb Raider: Legend (2006), Tomb Raider: Anniversary (2007) y Tomb Raider: Underworld (2008). En 2009, Crystal Dynamics pasó a formar parte del conglomerado japonés Square Enix cuando dicha empresa adquirió y consolidó la empresa matriz de Eidos Interactive. Luego, el estudio desarrolló los dos primeros juegos de una trilogía de reinicio de Tomb Raider: Tomb Raider (2013) y Rise of the Tomb Raider (2015), y asumió un papel de apoyo para Shadow of the Tomb Raider (2018) mientras trabajaba en Marvel's Avengers (2020). Square Enix vendió Crystal Dynamics a Embracer Group en agosto de 2022.
A partir de 2022, Crystal Dynamics emplea a 273 personas en tres estudios bajo el liderazgo del director del estudio Scot Amos. Está trabajando en otro juego de Tomb Raider y codesarrollando Perfect Dark.

## Historia

### Antecedentes y primeros años (1992-1995)
Crystal Dynamics fue fundada por Madeline Canepa, Judy Lange y Dave Morse el 8 de julio de 1992, cuando se escindieron de The 3DO Company. Canepa y Lange fueron anteriormente ejecutivas de marketing de Sega, donde el papel integral de la primera en el lanzamiento de Sonic the Hedgehog le dio el apodo de «Madre de Sonic». Morse había cofundado Amiga Corporation, el creador de la familia Amiga de computadoras domésticas, y New Technology Group, que buscaba diseñar una consola de videojuegos. En 1990, New Technology Group se asoció con Electronic Arts para crear 3DO Interactive Multiplayer, una colaboración que finalmente creció hasta convertirse en The 3DO Company. En Crystal Dynamics, Lange asumió el cargo de presidente y Canepa dirigió el departamento de marketing. Si bien Morse fue nombrado presidente de su junta directiva y director ejecutivo (CEO), también continuó como director ejecutivo de New Technology Group hasta que esa empresa se fusionó con The 3DO Company. Technology Partners y Kleiner Perkins Caufield & Byers proporcionaron capital inicial a Crystal Dynamics. El estudio instaló sus primeras oficinas en el espacio comercial del aeropuerto de Palo Alto en Palo Alto, California. Mark Cerny, también de Sega, se convirtió en su primer desarrollador ese mismo año. Los primeros proyectos del estudio fueron Crash 'N Burn y Total Eclipse, que entraron en producción simultáneamente y se anunciaron como títulos de lanzamiento para el próximo 3DO en abril de 1993.  Cerny fue vital en el desarrollo de la tecnología del motor de videojuego utilizado por Crash 'N Burn, Total Eclipse y Off-World Interceptor. Desarrollar para el sistema significó que la empresa podía producir juegos para formato CD-ROM, evitando los mayores costos asociados con los cartuchos.
En junio de 1993, Crystal Dynamics contrató a Strauss Zelnick como presidente y director ejecutivo, quien renunció a los mismos cargos en 20th Century Fox. Según Lange, Zelnick fue contratado por su experiencia empresarial, mientras que la experiencia creativa ya estaba presente en el estudio, que en aquel momento contaba con veintiocho desarrolladores. Zelnick adquirió entre el 25% y el 50% de Crystal Dynamics y atrajo más inversores a través de conexiones anteriores: Home Box Office compró el 10% en julio de 1993, seguido por King World Productions que adquirió el 10% por US$7,5 million en septiembre de ese año. El valor combinado de las dos últimas apuestas se estimó en US$20 million. La experiencia de Zelnick en cine y televisión aumentó el enfoque de Crystal Dynamics en el video de movimiento completo en sus juegos. Crash 'N Burn fue lanzado como paquete de juego de 3DO en octubre de 1993. Un editorial de Electronic Gaming Monthly del mismo mes declaró al estudio «la nueva empresa de videojuegos más popular del panorama exclusivo».
En enero de 1994, Zelnick trazó planes para Star Interactive, que iba a publicar juegos de terceros subcontratando la gestión y distribución a Crystal Dynamics y la fabricación a una tercera empresa. Crystal Dynamics iba a recibir pagos anuales de US$1,5 million y el 10% de los beneficios de Star Interactive por la función de gestión, más el 22,5% de sus ingresos brutos por la distribución. La dirección de Star Interactive estaría formada por el ex-vicepresidente sénior de The Software Toolworks, Mark Beaumont, como director ejecutivo, además del vicepresidente de ventas de Crystal Dynamics, Allen Chaplin, y Lange, entonces vicepresidente ejecutivo de la empresa. En febrero, Zelnick anunció su intención de que Crystal Dynamics, como un estudio de cine, produzca juegos internamente y al mismo tiempo lance títulos de desarrolladores independientes. Contrató a Fred Ford y Paul Reiche III de Toys for Bob, inicialmente como contratistas y luego como empleados, para lanzar The Horde, que habían presentado a Canepa y Lange durante su estancia en Sega. Otro proyecto editorial potencial había sido Way of the Warrior de Naughty Dog, que el desarrollador mostró a varias empresas durante el Consumer Electronics Show de 1994. En marzo de 1994, Bertelsmann Music Group (BMG), al que Zelnick había estado consultando, acordó encargarse del marketing y la distribución de Crystal Dynamics y Star Interactive fuera de Norteamérica. Sin embargo, como Star Interactive no logró recaudar los US$30 million previstos,US$30 million, el plan para esta empresa se descartó a principios de 1994 y Lange pronto abandonó Crystal Dynamics. En agosto, el estudio contaba con más de 100 empleados.
También en 1994, Crystal Dynamics se convirtió en el primer desarrollador de PlayStation fuera de Japón. Zelnick había querido alejarse de 3DO, que estaba en apuros, durante algún tiempo, y Cerny viajó a la sede del fabricante de PlayStation Sony en Tokio en nombre de la compañía. Aunque los contratos de PlayStation se limitaban a empresas de Japón en aquel momento, Cerny hablaba japonés con fluidez y firmó el acuerdo en ese idioma, que fue aprobado por Shuhei Yoshida. Como Cerny fue contratado como director de Universal Interactive Studios poco después, nunca utilizó el kit de desarrollo de juegos de PlayStation que recibió la empresa. En octubre de 1994, el pobre desempeño comercial de 3DO tuvo un impacto significativo en la empresa. John Eastburn, director de operaciones del estudio, estimó que los desarrolladores de juegos 3DO no podrían alcanzar el punto de equilibrio a menos que su base de consumidores se expandiera de 75 000 a 500 000. En diciembre de 1994, el estudio se asoció con el fabricante de 3DO Matsushita Electric, lo que permitió que sus juegos 3DO se distribuyeran a través de 10.000 tiendas de electrónica de consumo. En enero de 1995, Zelnick dejó Crystal Dynamics para gestionar las operaciones de BMG en América del Norte, y siguió siendo director y accionista de Crystal Dynamics. Después de que se anunciara este movimiento en septiembre de 1994, el puesto vacante de director ejecutivo atrajo a varias partes interesadas en adquirir el estudio. Aunque con frecuencia se rumoreaba que The 3DO Company y Spectrum HoloByte eran compradores potenciales, Morse declaró que Crystal Dynamics no estaba a la venta, ya que tenía ahorros adicionales de US$20 million y un préstamo recién adquirido de US$5 million del Silicon Valley Bank. Posteriormente asumió el cargo de director ejecutivo y se involucró mucho más en el estudio. La empresa contrató a Randy Komisar de LucasArts como presidente y director ejecutivo en mayo de 1995. Bajo Komisar, Crystal Dynamics comenzó a convertir sus juegos 3DO más antiguos a PlayStation y Sega Saturn.

### Gex,Legacy of Kainy adquisición por parte de Eidos Interactive (1995-2000)
Crystal Dynamics buscó emular a las principales compañías de juegos diseñando un personaje mascota, lo que dio como resultado el juego de 1995 Gex, que presenta un gecko antropomórfico del mismo nombre. Por esta época, Crystal Dynamics publicó Slam 'N Jam '95 y Blazing Dragons, mientras también trabajaba con Silicon Knights, con sede en Canadá, en Blood Omen: Legacy of Kain. Este último proyecto empezó a perder foco a medida que crecía en alcance, por lo que el editor contrató a Amy Hennig para hacer el juego más atractivo.
En 1996, debido en gran parte al crecimiento inesperadamente lento del mercado de juegos en CD-ROM, el estudio se vio afectado financieramente. En junio, la empresa reveló planes para una reorganización: la junta directiva nombró director ejecutivo a Ted Ardell, socio general de Technology Partners. Komisar, Canepa y Eastburn fueron despedidos y un tercio de los 102 empleados de la empresa fueron despedidos en tres meses. Posteriormente, Crystal Dynamics dejó de publicar esfuerzos para centrarse únicamente en juegos desarrollados internamente. En septiembre de ese año se subastaron los excedentes de material informático y de oficina. Ardell gestionaba las operaciones diarias y el estudio carecía de presidente hasta que Rob Dyer, anteriormente vicepresidente senior y director general, fue ascendido a este puesto en abril de 1997.
Tras el lanzamiento del segundo juego de Gex, Gex: Enter the Gecko, Crystal Dynamics comenzó a producir Gex 3: Deep Cover Gecko. En ese momento, muchos desarrolladores, incluida la mayor parte del equipo de Gex y el diseñador principal de Enter the Gecko, Daniel Arey, habían abandonado la empresa y algunos de ellos se habían unido a Naughty Dog. A Bruce Straley, diseñador de Enter the Gecko, se le ofreció el puesto de director para el tercer juego, pero prefirió unirse a sus amigos de Naughty Dog. Crystal Dynamics comenzó además el desarrollo de un segundo juego Legacy of Kain, con nombre en código Shifter, sin la participación de Silicon Knights. Mientras Hennig y Seth Carus creaban personajes originales, Silicon Knights presentó una orden judicial, acusando a Crystal Dynamics de plagiar los personajes de Blood Omen. En un acuerdo privado, las dos compañías acordaron que Crystal Dynamics podría usar los personajes  de Blood Omen siempre que Silicon Knights fuera acreditado como su creador. Shifter finalmente se convirtió en Legacy of Kain: Soul Reaver. Toys for Bob, como parte de Crystal Dynamics, desarrolló Pandemonium! y The Unholy War, mientras consultaba sobre Pandemonium 2.
Tras pérdidas de US$1,5 million en su año fiscal 1997, Crystal Dynamics acordó ser comprada por la editorial británica Eidos Interactive en septiembre de 1998 por £28.4 millones (equivalentes a US$47,5 million) pagados en efectivo. En ese momento, el estudio había vuelto a tener más de 100 empleados. Originalmente programada para cerrarse el 31 de octubre, la adquisición se completó el 5 de noviembre de 1998. Dyer y el vicepresidente de marketing de Crystal Dynamics, Scott Steinberg, accedieron posteriormente a Eidos Interactive como presidente y vicepresidente senior de marketing, respectivamente, en enero de 1999. El proyecto final de Toys for Bob bajo Crystal Dynamics fue 102 Dálmatas: Cachorros al rescate. Posteriormente, el equipo fue despedido durante una fiesta de Navidad.

### Tomando el controlde Tomb Raiderpara Eidos Interactive (2001-2009)
Entre los primeros proyectos de Crystal Dynamics bajo Eidos Interactive se encuentran Mad Dash Racing (2001) y Whiplash (2003). El editor también buscó un videojuego de disparos en primera persona con una ambientación de ciencia ficción similar a Deus Ex, y finalmente exigió que fuera parte de la serie. Esta decisión se revocó seis meses antes de que se completara el juego y se lanzó como Project Snowblind en 2005. Mientras tanto, el estudio Core Design de Eidos Interactive estaba completando su trabajo en Tomb Raider: The Angel of Darkness, su sexto juego de la serie Tomb Raider en siete años. Lanzado como un fracaso comercial en 2003, los desarrolladores de Crystal Dynamics creían que el juego estaba en un mal estado final. En consecuencia, Eidos Interactive asignó la serie a Crystal Dynamics, y varios miembros del personal estaban entusiasmados con la posibilidad de trabajar en una gran franquicia que habían jugado antes. Hennig, que desde entonces había sido el director de la mayoría de los juegos de Legacy of Kain, solicitó participar en dicho proyecto, pero en su lugar se le indicó que diseñara otro juego de Soul Reaver. Esto la llevó a dejar el estudio y unirse a Naughty Dog, donde creó la serie Uncharted.
Para Tomb Raider: Legend, los desarrolladores de Crystal Dynamics jugaron todos los juegos anteriores y leyeron guías para comprender mejor su diseño. Tenían la intención de volver a las raíces de la serie de explorar lugares abandonados y al mismo tiempo agregar una sensación original, particularmente a través de un nuevo esquema de control. El juego fue lanzado en abril de 2006 y tuvo éxito, vendiendo 2,9 millones de copias en sus primeros meses. Luego, sus diseñadores lanzaron Tomb Raider: Anniversary, una nueva versión del Tomb Raider original basada en la jugabilidad de Legend. Trabajaron con Toby Gard, uno de los creadores de la serie, para comprender las intenciones detrás de ciertas escenas y conceptos no realizados del juego original. El alcance del juego se redujo a aproximadamente la mitad del juego original, que se consideró demasiado grande para rehacerlo por completo, y el estudio tuvo que desviarse del diseño original donde no se adaptaba a la jugabilidad más nueva. Anniversary se completó en nueve meses.
El último juego de la trilogía original de Tomb Raider de Crystal Dynamics fue Tomb Raider: Underworld. Por esta época, un equipo dentro del estudio lanzó una nueva propiedad intelectual llamada Downfall, un juego posapocalíptico de mundo abierto ambientado en San Francisco. Sin embargo, el estudio consideró demasiado ambicioso trabajar en dos grandes proyectos simultáneamente y decidió detener el desarrollo de Downfall. Eidos Interactive despidió a aproximadamente 30 personas de Crystal Dynamics en enero de 2009, citando el mayor enfoque del estudio en Tomb Raider, e instaló a Darrell Gallagher como jefe del estudio.

### Trilogía de reinicio deTomb Raiderbajo Square Enix (2009-2022)
En enero de 2009, Underworld había vendido 1,5 millones, por debajo de las expectativas de Eidos Interactive. El editor atribuyó esto en gran medida a los problemas de distribución del juego en Norteamérica. Eidos plc, la empresa matriz de Eidos Interactive, que cotiza en bolsa, redujo significativamente su previsión de ventas y el precio de sus acciones cayó a su punto más bajo a mediados de enero. Posteriormente, la empresa japonesa de videojuegos Square Enix ofreció adquirir Eidos plc, citando un interés particular en la franquicia Tomb Raider y la perspectiva de expandir sus operaciones occidentales. La compra fue aprobada por Eidos plc en marzo y completada en abril. Bajo Square Enix, otros 25 empleados fueron despedidos de Crystal Dynamics en junio de 2009 «para concentrar recursos». Gard, que había liderado un equipo para un proyecto no anunciado durante unos meses, dejó el estudio en septiembre. En noviembre, Square Enix integró Eidos Interactive en sus operaciones europeas para formar Square Enix Limited. Posteriormente, Gallagher fue ascendido para supervisar todos los estudios de Square Enix en Europa y América del Norte, manteniendo su puesto en Crystal Dynamics.
Crystal Dynamics continuó trabajando en la serie Tomb Raider, con la intención de reiniciar la serie para nuevas audiencias. A lo largo de varios años, el equipo descartó muchos conceptos que habrían cambiado drásticamente la jugabilidad principal, antes de decidirse por un juego moderno, basado en una historia con elementos desupervivencia. La historia se planificó en tres juegos, comenzando con una nueva historia de origen. Mientras tanto, Crystal Dynamics sostuvo la franquicia con el lanzamiento en 2010 de Lara Croft y el Guardián de la Luz, un spin-off con una jugabilidad diferente. El primer juego de la trilogía de reinicio, titulado Tomb Raider, se lanzó en 2013. El estudio siguió a Lara Croft y el Guardián de la Luz con Lara Croft and the Temple of Osiris en 2014. Rise of the Tomb Raider se lanzó en 2015. En diciembre de ese año, Gallagher dejó el estudio y fue reemplazado por Scot Amos y Ron Rosenberg, productores de toda la vida de la empresa. Brian Horton, director de arte senior de Tomb Raider y director de Rise of the Tomb Raider, se fue en 2016.
En enero de 2017, Square Enix anunció una asociación con Marvel Entertainment para crear múltiples videojuegos basados en personajes de Marvel, con Crystal Dynamics desarrollando Marvel's Avengers. El estudio había lanzado un juego para un solo jugador similar a Tomb Raider en el que el jugador tomaría el control del grupo de superhéroes Los Vengadores, cambiando de personaje a medida que avanzaba la historia. Sin embargo, el estudio descubrió que interpretar un personaje a la vez no lograba capturar la dinámica del equipo de los Vengadores, lo que los llevó a reorientar el proyecto en el juego multijugador. Con Crystal Dynamics trabajando en Marvel's Avengers, el tercer juego de la trilogía de reinicio de Tomb Raider, Shadow of the Tomb Raider, fue entregado al estudio hermano Eidos Montréal, con un pequeño equipo de Crystal Dynamics trabajando en partes menores del juego.
En agosto de 2018, Crystal Dynamics abrió el estudio satélite Crystal Northwest en Bellevue, Washington, para apoyar el desarrollo de Marvel's Avengers. Las últimas etapas del desarrollo vieron el inicio de la pandemia de COVID-19 y el consiguiente cambio al trabajo desde casa, a lo que el estudio no estaba acostumbrado. Debido a que los desarrolladores trabajaron principalmente solos durante este tiempo, el juego se lanzó con varios problemas que desconocían y que debían abordar más adelante. Posteriormente, Crystal Dynamics implementó el trabajo híbrido y la contratación remota. En mayo de 2021, Crystal Dynamics abrió Crystal Southwest en Austin, Texas, bajo el liderazgo de Dallas Dickinson, quien había sido productor ejecutivo de la empresa. Más tarde ese año, Crystal Dynamics se unió al nuevo estudio de Gallagher, The Initiative, para desarrollar un reinicio de la serie Perfect Dark. Inicialmente, Crystal Dynamics iba a reemplazar a Cierta Affinity como estudio de soporte, pero pronto asumió varios roles principales vacantes cuando se reinició el desarrollo del juego. El estudio anunció además otro juego de Tomb Raider en abril de 2022.

### Adquisición por Embracer Group (2022-presente)
En mayo de 2022, Embracer Group anunció que adquiriría varios juegos y estudios, incluido Crystal Dynamics con sus series Tomb Raider y Legacy of Kain, de Square Enix por US$300 million. En ese momento, el estudio tenía 273 empleados en sus tres estudios. Square Enix dijo a los inversores que temía que los estudios subsistieran con los ingresos de los juegos japoneses del grupo, por lo que su venta «podría mejorar la eficiencia del capital». Embracer Group expresó interés en continuar con las franquicias establecidas del estudio, incluidas Tomb Raider y Legacy of Kain, a través de secuelas, remakes y remasterizaciones. La adquisición se completó el 26 de agosto de 2022 y Crystal Dynamics pasó a formar parte del nuevo grupo operativo CDE Entertainment. Square Enix retuvo la franquicia Gex y anunció adaptaciones a plataformas modernas con Gex Trilogy en julio de 2023. En septiembre de 2023, en un momento en que Embracer Group estaba implementando medidas de reducción de costos, Crystal Dynamics despidió a nueve miembros del personal de marketing y a un trabajador de TI. El estudio había declarado previamente que tales despidos no afectarían sus proyectos Perfect Dark y Tomb Raider. También en septiembre, Crystal Dynamics reveló Tomb Raider I-III Remastered, una colección remasterizada de los tres primeros juegos de Tomb Raider de Core Design. Aspyr, otra empresa del Grupo Embracer, desarrolló la colección en colaboración con Crystal Dynamics.

## Juegos

### Juegos desarrollados
| Año  | Título                                       | Plataforma(s)                                                                                     | Distribuidor(es)            |
| ---- | -------------------------------------------- | ------------------------------------------------------------------------------------------------- | --------------------------- |
| 1993 | Crash 'N Burn                                | 3DO                                                                                               | Crystal Dynamics            |
| 1994 | Total Eclipse                                | 3DO, PlayStation                                                                                  | Crystal Dynamics            |
| 1994 | Off-World Interceptor                        | 3DO, PlayStation, Sega Saturn                                                                     | Crystal Dynamics            |
| 1994 | Samurai Shodown                              | 3DO                                                                                               | Crystal Dynamics            |
| 1995 | Gex                                          | 3DO, PlayStation, Sega Saturn, Windows                                                            | Crystal Dynamics, Microsoft |
| 1995 | Solar Eclipse                                | PlayStation, Sega Saturn                                                                          | Crystal Dynamics            |
| 1996 | 3D Baseball                                  | PlayStation, Sega Saturn                                                                          | Crystal Dynamics            |
| 1997 | Pandemonium 2                                | PlayStation, Windows                                                                              | Midway Games                |
| 1998 | Gex: Enter the Gecko                         | Nintendo 64, PlayStation, Windows                                                                 | Midway Games                |
| 1999 | Akuji the Heartless                          | PlayStation                                                                                       | Eidos Interactive           |
| 1999 | Gex 3: Deep Cover Gecko                      | Nintendo 64, PlayStation                                                                          | Eidos Interactive           |
| 1999 | Legacy of Kain: Soul Reaver                  | Dreamcast, PlayStation, Windows                                                                   | Eidos Interactive           |
| 2000 | Walt Disney World Quest: Magical Racing Tour | Dreamcast, PlayStation, Windows                                                                   | Eidos Interactive           |
| 2001 | Soul Reaver 2                                | PlayStation 2, Windows                                                                            | Eidos Interactive           |
| 2001 | Mad Dash Racing                              | Xbox                                                                                              | Eidos Interactive           |
| 2002 | Blood Omen 2                                 | GameCube, PlayStation 2, Windows, Xbox                                                            | Eidos Interactive           |
| 2003 | Legacy of Kain: Defiance                     | PlayStation 2, Windows, Xbox                                                                      | Eidos Interactive           |
| 2003 | Whiplash                                     | PlayStation 2, Xbox                                                                               | Eidos Interactive           |
| 2005 | Project Snowblind                            | PlayStation 2, Windows, Xbox                                                                      | Eidos Interactive           |
| 2006 | Tomb Raider: Legend                          | GameCube, PlayStation 2, PlayStation 3, PlayStation Portable, Windows, Xbox, Xbox 360             | Eidos Interactive           |
| 2007 | Tomb Raider: Anniversary                     | macOS, PlayStation 2, PlayStation 3, PlayStation Portable, Wii, Windows, Xbox 360                 | Eidos Interactive           |
| 2008 | Tomb Raider: Underworld                      | macOS, PlayStation 2, PlayStation 3, Wii, Windows, Xbox 360                                       | Eidos Interactive           |
| 2010 | Lara Croft y el Guardián de la Luz           | Android, BlackBerry PlayBook, iOS, Nintendo Switch, PlayStation 3, Stadia, Windows, Xbox 360      | Square Enix                 |
| 2013 | Tomb Raider                                  | Linux, macOS, Nvidia Shield TV, PlayStation 3, PlayStation 4, Stadia, Windows, Xbox 360, Xbox One | Square Enix                 |
| 2014 | Lara Croft and the Temple of Osiris          | Nintendo Switch, PlayStation 4, Stadia, Windows, Xbox One                                         | Square Enix                 |
| 2015 | Rise of the Tomb Raider                      | Linux, macOS, PlayStation 4, Stadia, Windows, Xbox 360, Xbox One                                  | Square Enix                 |
| 2018 | Shadow of the Tomb Raider                    | Linux, macOS, PlayStation 4, Stadia, Windows, Xbox One                                            | Square Enix                 |
| 2020 | Marvel's Avengers                            | PlayStation 4, PlayStation 5, Stadia, Windows, Xbox One, Xbox Series X/S                          | Square Enix                 |

### Juegos publicados
| Año  | Título                                   | Plataforma(s)                         | Desarrollador(es)            |
| ---- | ---------------------------------------- | ------------------------------------- | ---------------------------- |
| 1994 | The Horde                                | 3DO, MS-DOS, PlayStation, Sega Saturn | Toys for Bob                 |
| 1994 | Star Control II                          | 3DO                                   | Toys for Bob                 |
| 1994 | PaTaank                                  | 3DO                                   | PF.Magic                     |
| 1995 | Slam 'N Jam '95                          | 3DO                                   | Left Field Productions       |
| 1996 | Slam 'N Jam '96 Featuring Magic & Kareem | MS-DOS, PlayStation, Sega Saturn      | Left Field Productions       |
| 1996 | Blazing Dragons                          | PlayStation, Sega Saturn              | The Illusions Gaming Company |
| 1996 | Pandemonium!                             | PlayStation, Sega Saturn, Windows     | Toys for Bob                 |
| 1996 | Blood Omen: Legacy of Kain               | PlayStation, Windows                  | Silicon Knights              |